# Фред Трамп
Фредерік Крайст Трамп-старший (англ. Frederick Christ Trump Sr.; 11 жовтня 1905, Бронкс, Нью-Йорк — 25 червня 1999, Нью-Гайд-Парк, Нью-Йорк) — американський бізнесмен-девелопер. Батько 45-го та 47-го президента США Дональда Трампа.

## Біографія
Народився в Бронксі в родині німецького емігранта з Баварського королівства Фредеріка (Фрідріха) Трампа (Трумпа). Вдома батьки розмовляли німецькою, в нього були брат Джон і сестра Елізабет. З 10 років працював розсильним у м'ясника.. Батько помер, коли йому було 13 років, незабаром після цього він почав працювати різноробочим на будівництвах після школи. Пізніше Трамп увійшов як партнер до будівельної фірми матері «Елізабет Трамп і син»..
У кінці 20-х років Трамп зайнявся будівництвом односімейних будинків в Квінзі (Нью-Йорк). У 1930 р. президент Франклін Рузвельт створив Федеральне управління житлового будівництва, яке видавало житлові субсидії представникам робочого класу, чим скористався Трамп. Він пропонував будинки за ціною в 3999,99 доларів. Під час Другої світової війни Трамп будував житло для службовців ВМС США вздовж східного узбережжя. У Вірджинії він побудував понад 1000 квартир.
У 60-х роках Трамп побудував житловий комплекс Trump Village вартістю 70 мільйонів доларів. У 1968 році до його бізнесу приєднався 22-річний син Дональд Трамп. В останні роки життя страждав хворобою Альцгеймера, помер у віці 93 років.

## Родина
У січні 1936 року Фред Трамп в Нью-Йорку одружився з американкою шотландського походження Мері Енн Мак-Лауд (10 травня 1912 — 7 серпня 2000), донькою Малкольма Мак-Лауда (1866—1954) і Мері Мак-Лауд (уродженої Сміт, 1867—1963). Подружжя мало в шлюбі п'ятьох дітей:
- Меріенн Трамп-Беррі (1937-2023), федеральний суддя
- Фредерік «Фредді» Трамп-молодший (1938—1981), пілот авіакомпанії Trans World Airlines. Помер від алкоголізму.
- Елізабет Трамп Гроу (нар. 1942), банківський менеджер
- Дональд Трамп (нар. 1946), підприємець, 45-й і 47-й президент США.
- Роберт Трамп (1948—2020), підприємець.